# Neundorf (Plauen)
Neundorf ist ein Stadtteil von Plauen (Stadtgebiet West), der 1999 eingemeindet wurde. Der Stadtteil ist identisch mit der Gemarkung Neundorf und stellt eine Ortschaft Plauens dar.

## Geographische Lage

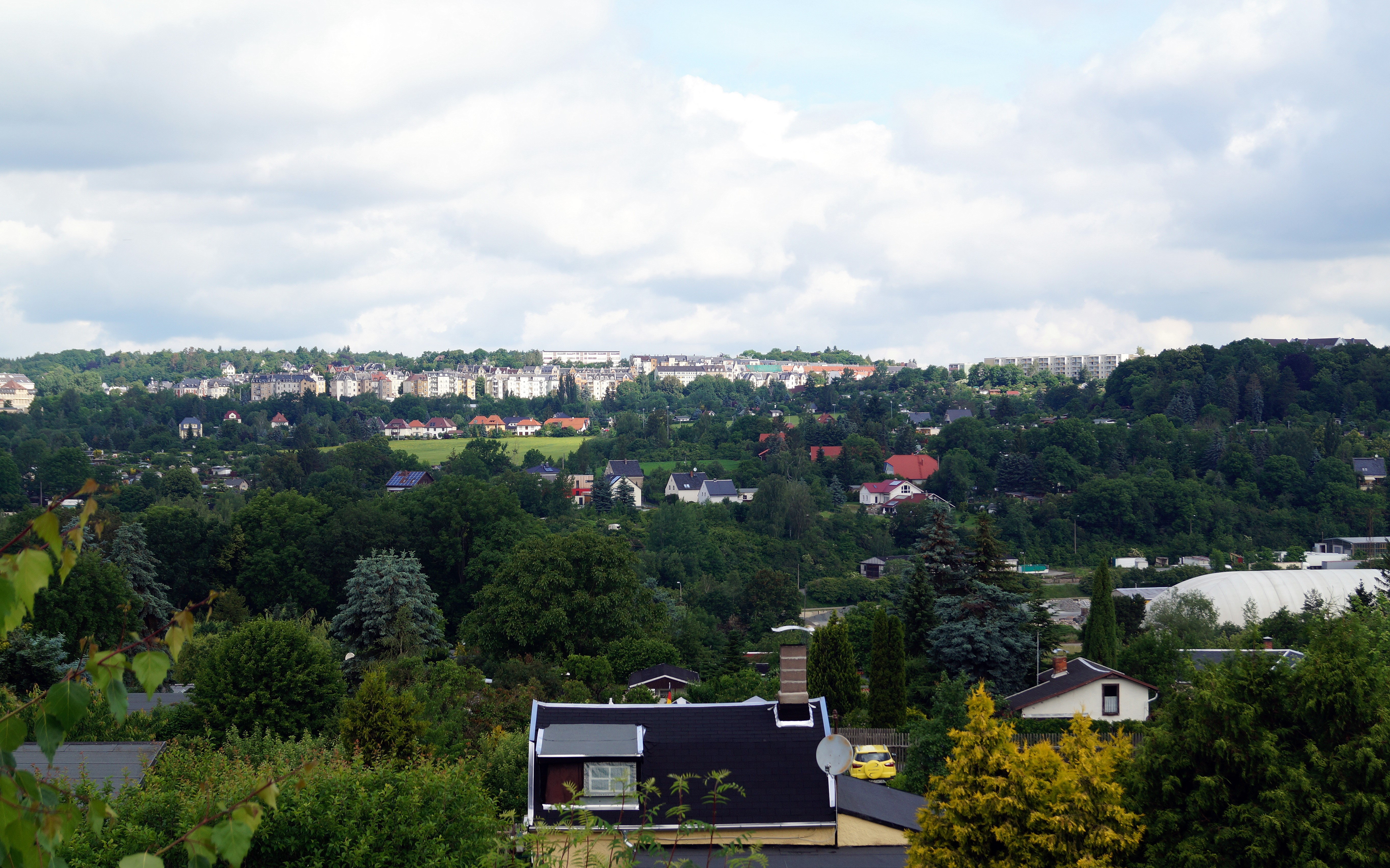
Blick auf Neundorf

Neundorf liegt am westlichen Rand der Stadt Plauen und grenzt an sechs weitere Stadtteile Plauens und an zwei Orte anderer Gemeinden des Vogtlandkreises. Die größte Erhebung im Ort ist der Wartberg, auf dem sich der Wasserturm Neundorf befindet.
| Schneckengrün (Gemeinde Rosenbach/Vogtl.) | Zwoschwitz                                  | Kauschwitz, Haselbrunn     |
| Kobitzschwalde (Gemeinde Weischlitz)      | Kompassrose, die auf Nachbargemeinden zeigt | Syratal, Siedlung Neundorf |
|                                           | Straßberg                                   |                            |

Die Fläche der Ortschaft besteht zu 46,2 % aus Landwirtschaftlicher Nutzfläche und zu 17,6 % aus Wald. Die restliche Fläche sind Straßen, Wohn- und Industrieflächen.

## Geschichte

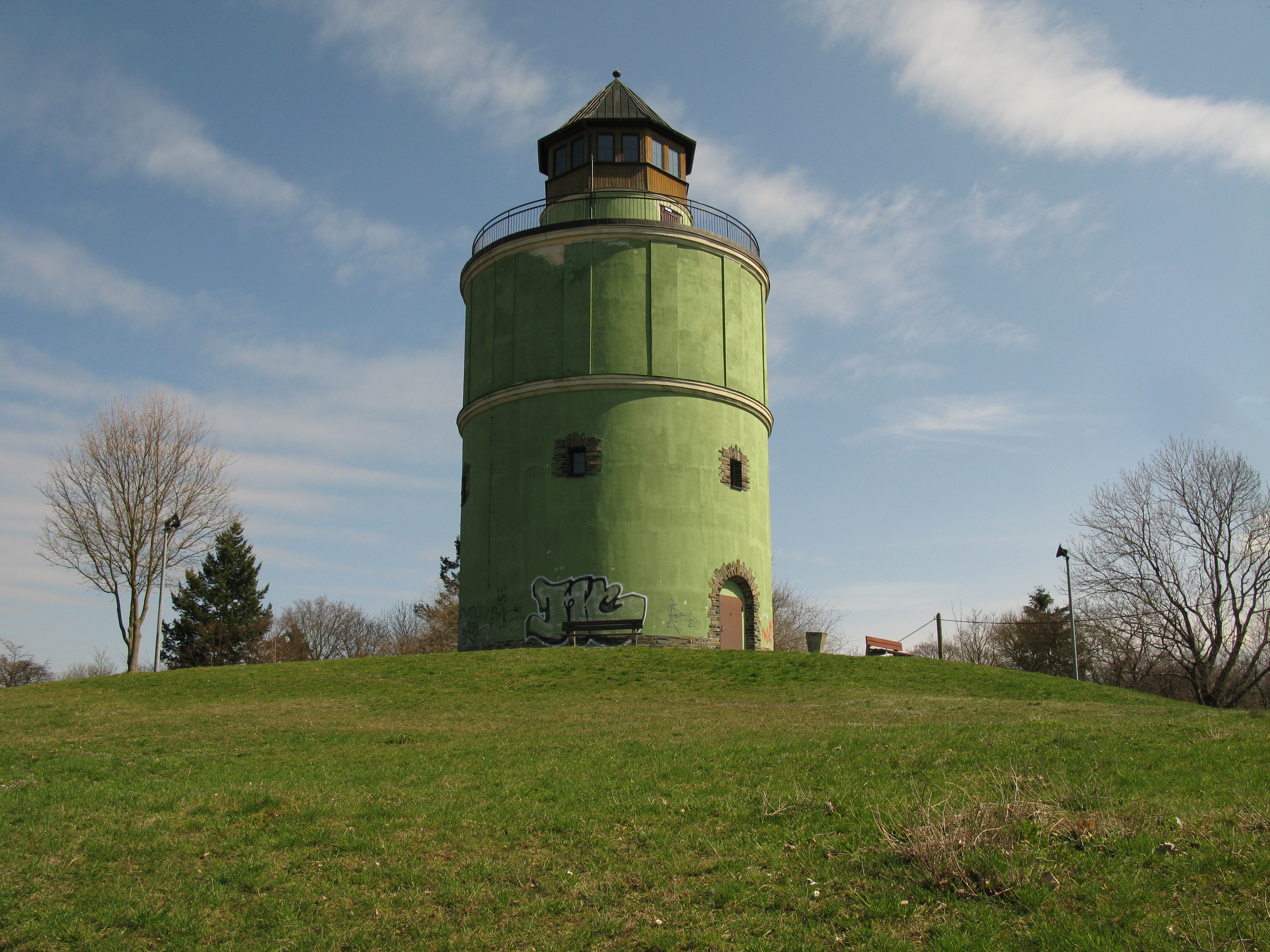
Wasserturm Neundorf

Der Ort wurde erstmals 1298 als nova villa urkundlich erwähnt. Es handelte sich um ein Straßenangerdorf in Gelängeflur (Oberneundorf) bzw. um einen Gutsweiler in Gutsblockflur (Unterneundorf). Der Ort gehörte bis ins 19. Jahrhundert zum Amt Plauen. Die Gemeinde Neundorf gehörte danach zur Amtshauptmannschaft Plauen und anschließend zum Landkreis Plauen. Am 1. Januar 1994 wurde Kobitzschwalde eingemeindet. Am 1. Januar 1999 wurde Neundorf in die damals noch kreisfreie Stadt Plauen eingemeindet und Kobitzschwalde nach Weischlitz umgemeindet.
In Neundorf war vormals ein Rittergut, das zuerst der gleichnamigen Adelsfamilie von Neundorf gehörte. Später ging es in den Besitz der Familie von Reibold über, bei der es über Generationen verblieb. Bekannteste Angehörige dieser Familie waren die in Neundorf geborenen Philipp Ferdinand von Reibold und Hans d. Ä. von Reibold (1661–1734), seines Zeichens königlich polnischer und kurfürstlich sächsischer Kammerjunker, Oberforst-, Wild- und Jägermeister. Auch der Ritter des Johanniterordens und Kammerherr Gottlob August von Reibold stammt aus der Familienlinie Neundorf. Anfang des 18. Jahrhunderts ging Gut Neundorf über Heirat an die Familie von Stubenberg und Kapfenberg über, die 1742 für den Staatsminister Wilhelm August von Stubenberg durch den Kaiser Karl VII. in den Reichsgrafenstand erhoben wurden. Stubenberg blieb ohne Nachfahren. Zuletzt war Gut Neundorf in bürgerlicher Hand, seit 1821 war es im Besitz der Familie Golle auf Kleingera, dann der Brüder Golle und deren Nachfahren. Schon 1879 war eine Branntweinbrennerei Teil des Guts. Der Besitzer Bruno Golle, der an der Ruprecht-Karls-Universität Heidelberg studiert hatte und das Amt eines Friedensrichters bekleidete, verkaufte um 1899 das Land für die ab 1900 errichtete König-Georg-Kaserne an die Stadt Plauen und in der Folge das Gelände für das Garnisonlazarett direkt an den sächsischen Staat. 1910 umfasste das Rittergut noch 382 ha Land, zum Besitz gehörten eine später aufgegebene Gärtnerei und eine noch existierende Brennerei. Nach dem amtlich publizierten Güter-Adressbuch für Sachsen waren 1922 Max Teuscher und dessen Ehefrau Susanne Teuscher geborene Golle die Eigentümer des nun noch 308 ha großen Ritterguts mit Grundstücken in Zwoschwitz, Kobitzschwalde, Straßberg und Schnekengrün. Straßberg galt schon früher als gutsherrliches Vorwerk. Die Gutshistorie endete 1945 mit der Bodenreform in der SBZ.

### Einwohnerentwicklung
Entwicklung der Einwohnerzahl
:
| - 1577: 018 besessene Mann, 2 Inwohner - 1764: 017 besessene Mann, 10 Häusler, 6 ½ Hufen je 30 Scheffel - 1834: 0303 - 1871: 0543 - 1890: 0820 - 1910: 1354 | - 1925: 1173 - 1939: 1347 - 1946: 1515 - 1950: 1455, - 1964: 1198 - 1990: 0843 | - 1991: 824 - 1992: 814 - 1993: 808 - 1994: 813 - 1995: 803 - 1996: 787 | - 1997: 0787 - 1998: 0781 - 2002: 1618 - 2008: 1584 |

## Politik

### Ortschaftsrat
Der Ortschaftsrat besteht seit der Wahl 2004 aus sieben Mitgliedern. Ehrenamtlicher Ortsvorsteher ist Uwe Trillitzsch (BI).
Die Ortschaftsratswahlen von 1999 bis 2019 hatten folgende Ergebnisse (zum Vergleich ist auch noch die letzte Wahl zum Gemeinderat 1994 mit aufgeführt):
| Parteien und Wählergemeinschaften | Parteien und Wählergemeinschaften           | 2019 | 2019  | 2014 | 2014  | 2009 | 2009  | 2004 | 2004  | 1999 | 1999  | 1994 | 1994  |
| Parteien und Wählergemeinschaften | Parteien und Wählergemeinschaften           | %    | Sitze | %    | Sitze | %    | Sitze | %    | Sitze | %    | Sitze | %    | Sitze |
| BI N                              | Bürgerinitiative Neundorf                   | 87,5 | 7     | 82,0 | 6     | 70,6 | 6     | 67,2 | 5     | 67,8 | 7     | 74,2 | 10    |
| CDU                               | Christlich Demokratische Union Deutschlands | 12,5 | 0     | 18,0 | 1     | 20,8 | 1     | 20,3 | 1     | 26,8 | 2     | 9,0  | 1     |
| FDP                               | Freie Demokratische Partei                  | --   | --    | --   | --    | 8,7  | 0     | 12,5 | 1     | 5,4  | 0     | 2,6  | 0     |
| SPD                               | Sozialdemokratische Partei Deutschlands     | --   | --    | --   | --    | --   | --    | --   | --    | --   | --    | 10,5 | 1     |
| WG K                              | Wählergemeinschaft Kobitzschwalde           | --   | --    | --   | --    | --   | --    | --   | --    | --   | --    | 3,8  | 0     |
| Gesamt                            | Gesamt                                      | 100  | 7     | 100  | 7     | 100  | 7     | 100  | 7     | 100  | 9     | 100  | 12    |
| Wahlbeteiligung in %              | Wahlbeteiligung in %                        | 63,6 | 63,6  | 50,0 | 50,0  | 43,0 | 43,0  | 40,5 | 40,5  | 53,8 | 53,8  | 77,9 | 77,9  |

1. ↑  1994 fand die letzte Wahl zum Gemeinderat der damals noch selbstständigen Gemeinde statt.

## Öffentlicher Nahverkehr
Neundorf ist mit der vertakteten RufBus-Linie 45 des Verkehrsverbunds Vogtland mit dem Plauen Park und der Siedlung Neundorf verbunden. Dort besteht Anschluss zur Straßenbahn Plauen in die Innenstadt.